# Tunnels de la Risa
| INT-L | INT-M | exSTR |  |

| tSTRa | tSTRa | extSTRa |  |

| tINT-L | tINT-R | extSTR |  |

| etBHF | tSTR | extSTR |  |

| tSTR | tBHF | extSTR |  |

| tINT | tSTR | extSTR |  |

| tSTRe | tSTRe | extSTR |  |

| INT-L | INT-M | extSTR | KINTa-R |

| INT-L | INT-M | exSTR |  |

| tSTRa | tSTRa | extSTRa |  |

| tINT-L | tINT-R | extSTR |  |

| etBHF | tSTR | extSTR |  |

| tSTR | tBHF | extSTR |  |

| tINT | tSTR | extSTR |  |

| tSTRe | tSTRe | extSTR |  |

| INT-L | INT-M | extSTR | KINTa-R |

Les tunnels ferroviaires Atocha-Chamartín, connu sous le nom de tunnels de la Risa, sont trois tunnels ferroviaires situés sous Madrid, entre les gares d'Atocha et de Chamartín.

## Les tunnels

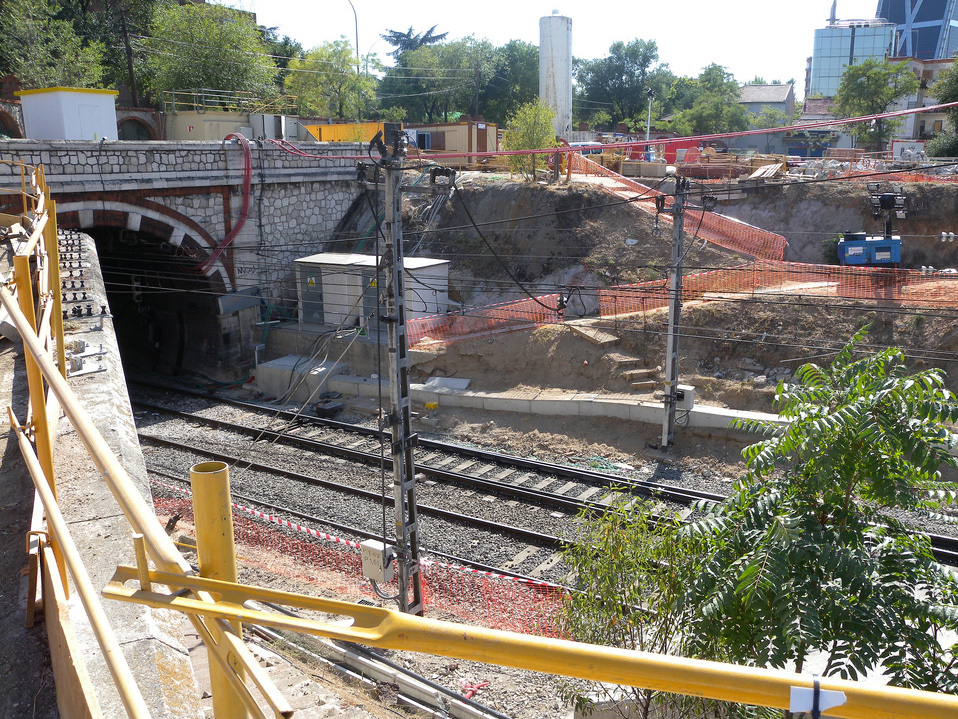
Extrémité Nord du premier tunnel en 2012.

Le premier tunnel a été construit entre 1933 et 1967. D'une longueur de 7 900 m, il est situé sous les cours du Prado et des Récollets et la Castellana. Le tunnel est utilisé par cinq lignes de trains de banlieue de Madrid (C-1, C-2, C-7, C-8a, C-8b et C-10) et par quelques trains du réseau régional.
Le deuxième tunnel a été creusé entre 2004 et 2008. D'une longueur de 8 254 m, il est situé à l'ouest du premier tunnel sous la rue d'Atocha, la puerta del Sol, les rues de Montera, Hortaleza, Almagro, Miguel Ángel et la Castellana. Le tunnel est utilisé  par deux lignes de trains de banlieue de Madrid (C-3, C-3a et C-4).
Le troisième tunnel, d'une longueur de 7 300 m, mis en chantier en 2010 et ouvert le 1er juillet 2022, se situe à l'est du premier tunnel, sous les rues Alphons XII et Serrano. Il est utilisé pour les connexions des lignes à grande vitesse.